# Igreja de São Luís dos Franceses (Roma)
San Luigi dei Francesi ou Igreja de São Luís dos Franceses (em francês:  Saint Louis des Français) é uma igreja titular de Roma, Itália, localizada perto da Piazza Navona, no rione Sant'Eustachio, e dedicada à Virgem Maria, a São Dênis, o Areopagita e a São Luís, rei da França. Foi projetada por Giacomo della Porta, construída por Domenico Fontana entre 1518 e 1589 e completada somente depois de uma intervenção pessoal de Catarina de Médici, que doou para a igreja algumas propriedades suas na região. É uma das igrejas nacionais da França em Roma.
O cardeal-presbítero protetor do título de São Luís dos Franceses é André Vingt-Trois, arcebispo de Paris.

## História
Quando os sarracenos queimaram a Abadia de Farfa, em 898, um grupo de refugiados se instalou em Roma e alguns deles permaneceram na cidade mesmo depois que o abade Ratfredo (r. 934–936) reconstruiu o complexo. Por conta disto, no final do século X, a abadia era proprietária de igrejas, casas, moinhos de vento e vinhedos em Roma. Uma bula do imperador do Sacro Império Romano-Germânico, Otão III, de 998, atesta a posse de três igrejas: Santa Maria, San Benedetto e o oratório de San Salvatore. Quando eles cederam as propriedades para a família Médici em 1480, Santa Maria foi rededicada como San Luigi dei Francesi. Depois disto, o cardeal Giulio di Giuliano de' Medici encarregou Jean de Chenevière de construir uma nova igreja para a comunidade francesa em 1518, mas a construção foi interrompida quando Roma foi saqueada em 1527 e a obra só se completaria em 1589, sob o comando de Domenico Fontana. O interior foi restaurado por Antoine Dérizet entre 1749 e 1756.
Atualmente, a fundação Pieux Etablissements de la France à Rome et à Lorette é responsável pelas cinco igrejas francesas e dos prédios de apartamentos que lhes fornecem renda em Roma e em Loreto. A fundação é governada por um "vice-administrador" nomeado pelo embaixador francês na Santa Sé.

## Exterior
Giacomo della Porta projetou a fachada como uma obra decorativa inteiramente independente do resto da estrutura do edifício, um método bastante copiado depois. O caráter francês do edifício é evidente já na fachada, que abriga diversas estátuas que relembram a história do país, entre elas Carlos Magno, São Luís, Santa Clotilde e Santa Joana de Valois. O interior continua o tema nos afrescos de Charles-Joseph Natoire que recontam as histórias de São Luís, São Dênis e do primeiro rei franco Clóvis I.

## Interior
Domenichino pintou em San Luigi uma de suas obras-primas, os afrescos das "Histórias de Santa Cecília". Entre os outros artistas que trabalharam na decoração da igreja estão Cavalier D'Arpino, Francesco da Bassano, o Jovem, Muziano, Giovanni Baglione, Siciolante da Sermoneta, Jacopino del Conte, Tibaldi e Antoine Derizet.
Porém, a obra de arte mais famosa da igreja é o ciclo de pinturas da Capela Contarelli, pintado pelo mestre barroco Caravaggio entre 1599 e 1600 sobre a vida de São Mateus. Entre as telas, de renome mundial, estão "O Chamado de Mateus", "A Inspiração de São Mateus" e "O Martírio de São Mateus".

Telas de Caravaggio na Capela Contarelli
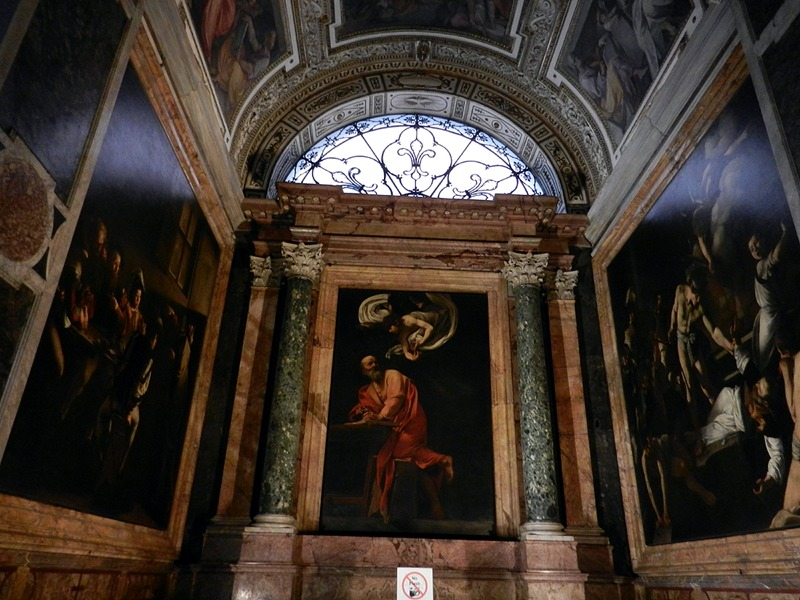
Vista da capela
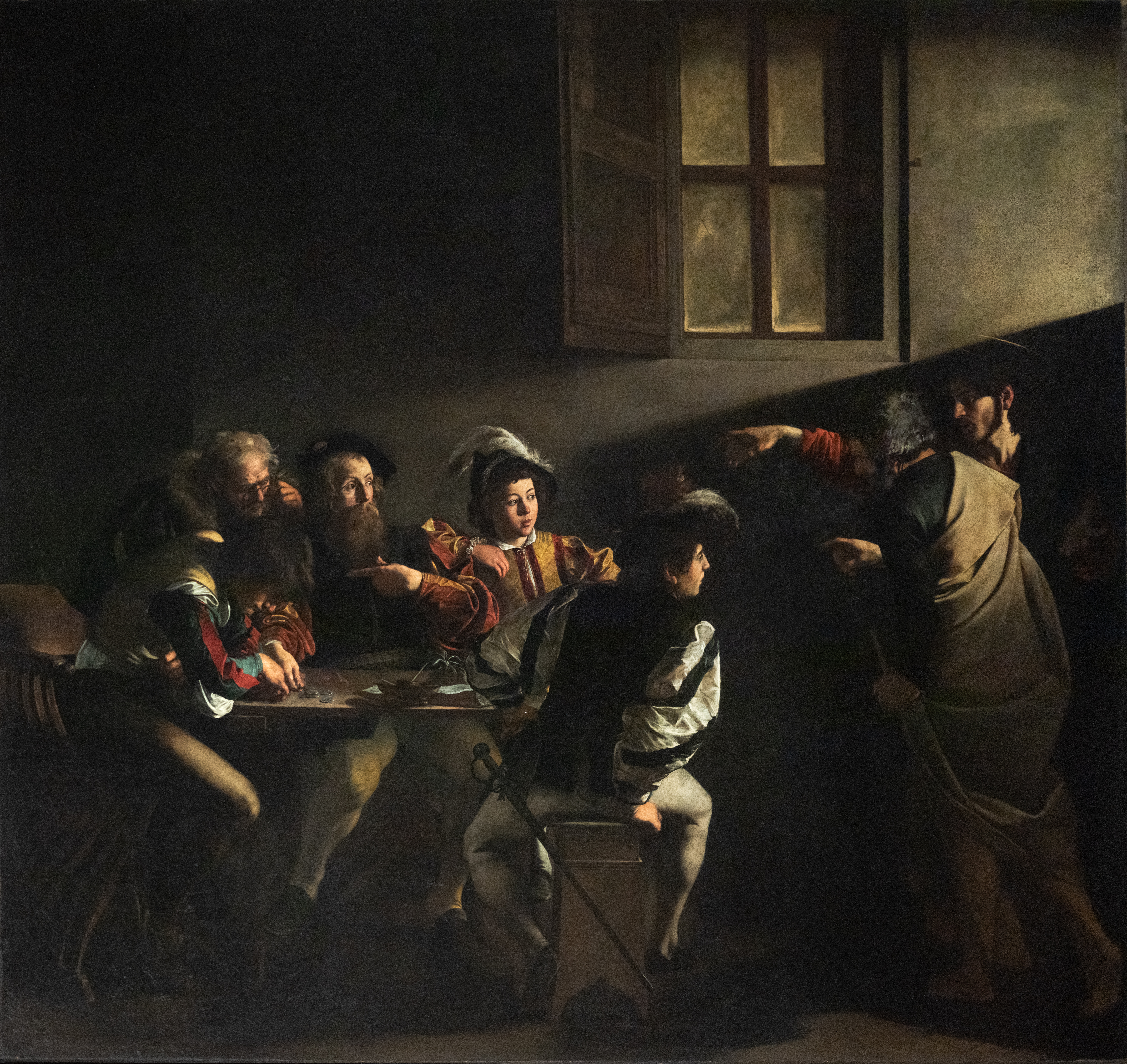
"O Chamado de São Mateus"
"A Inspiração de São Mateus"
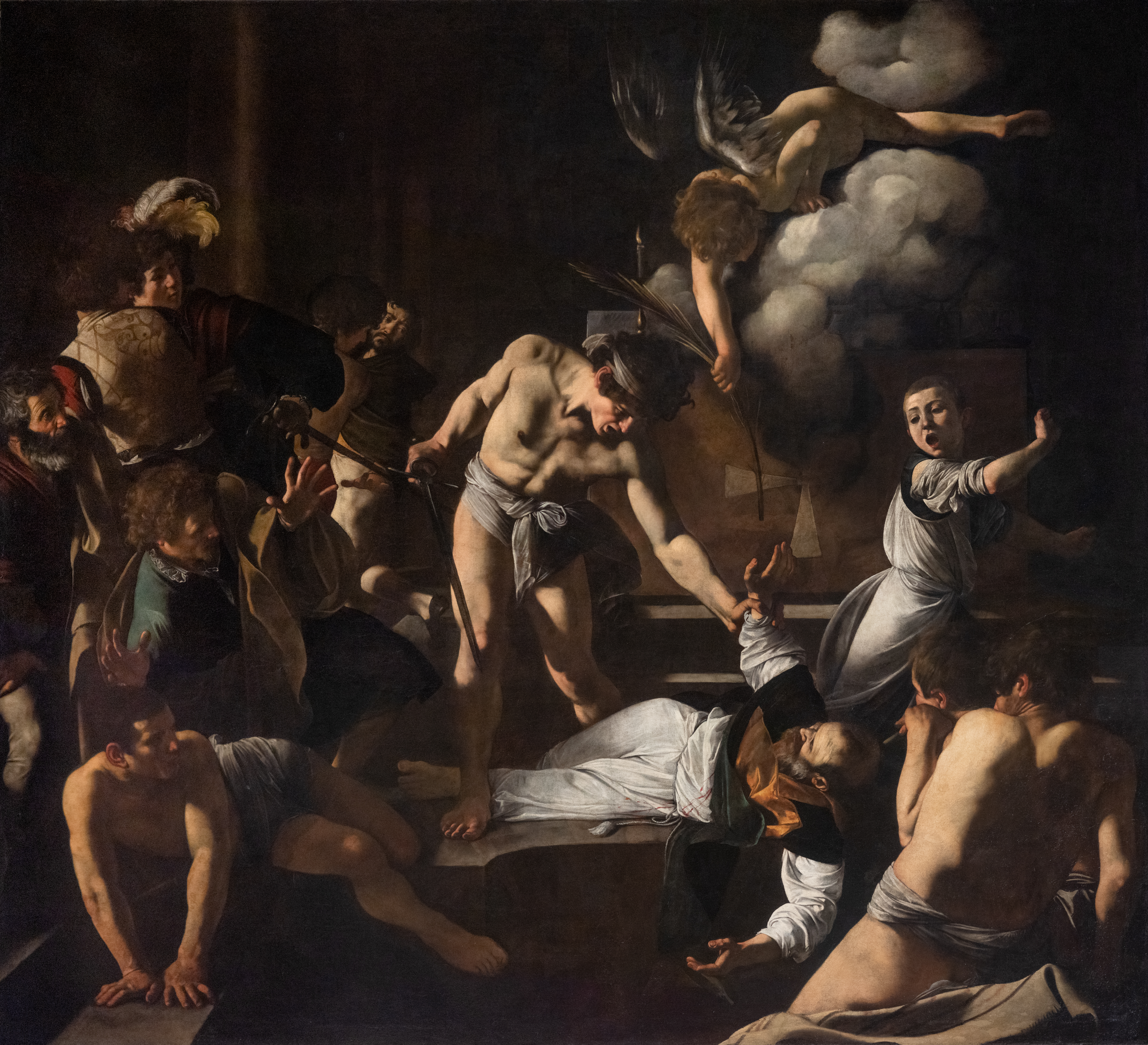
"O Martírio de São Mateus"

### Sepultamentos
Ao longo dos séculos, a igreja foi escolhida como local de sepultamento para os altos prelados e membros da comunidade francesa em Roma. Entre eles, Pauline de Beaumont, que morreu de tuberculose em 1805, cujo túmulo foi construído por seu amante, Chateaubriand; o economista clássico liberal Frédéric Bastiat; o cardeal François-Joachim de Pierre de Bernis; e o embaixador em Roma para os reis Luís XV e Luís XVI.

## EdifícioSan Luigi dei Francesi
Anexo à igreja está o Edifício San Luigi dei Francesi, do barroco tardio, construído entre 1709 e 1716 como uma hospedagem para a comunidade religiosa francesa e peregrinos sem recursos econômicos. No pórtico está um busto de Cristo cuja face é tradicionalmente identificada como sendo a de Cesare Borgia. No interior estão os retratos dos reis da França e uma bela sala de concertos.

## Galeria

Imagens da igreja
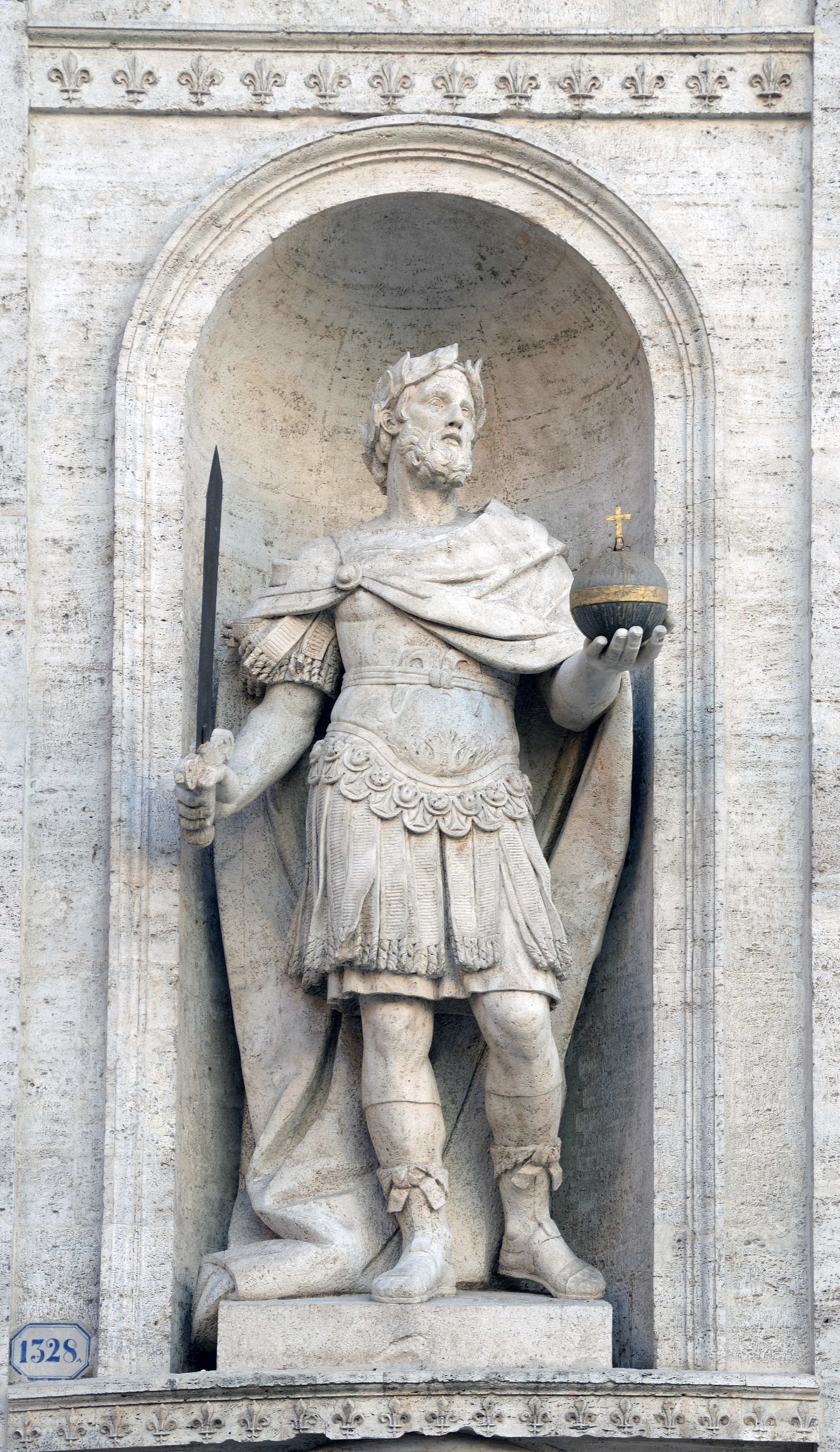
Carlos Magno na fachada.
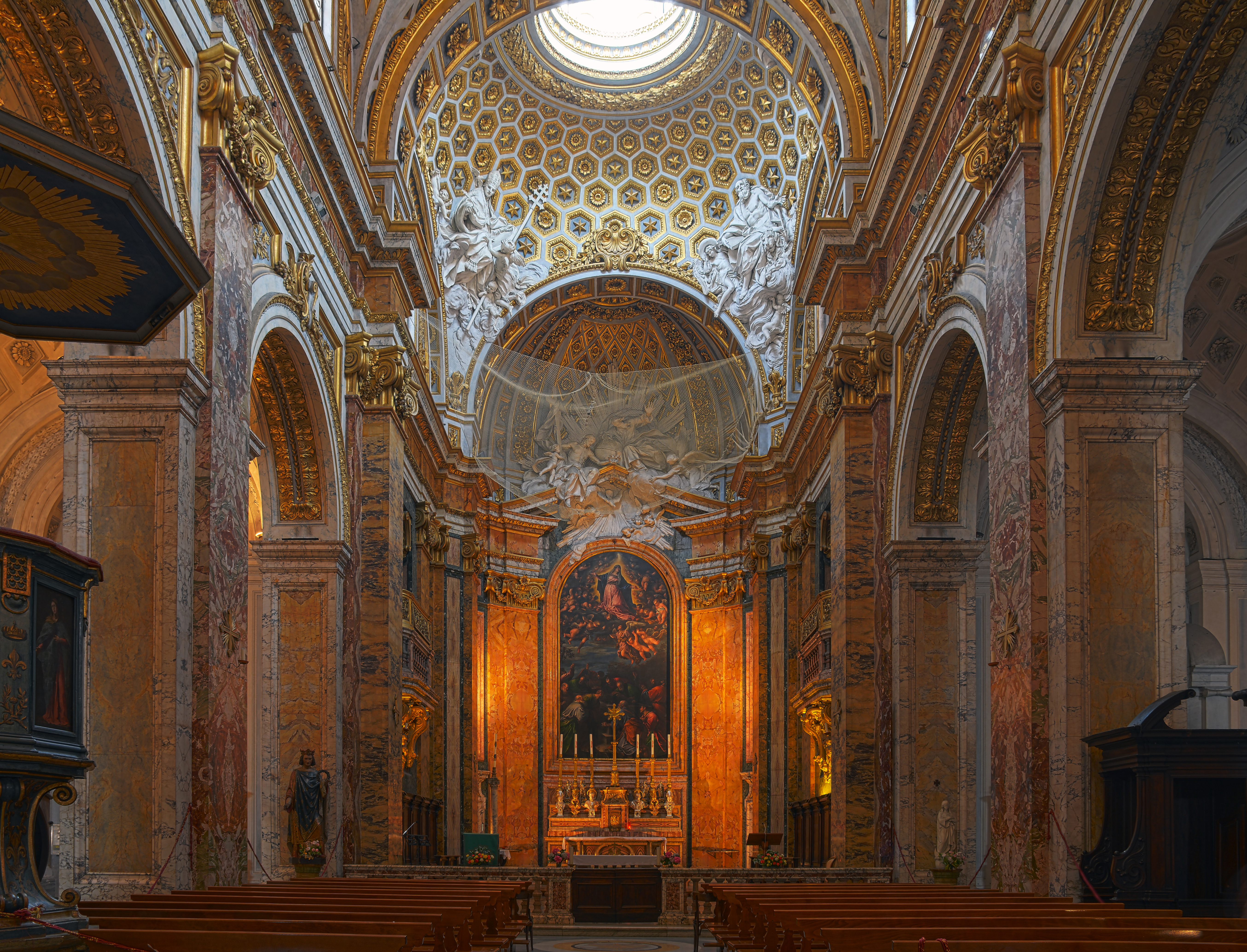
Interior.
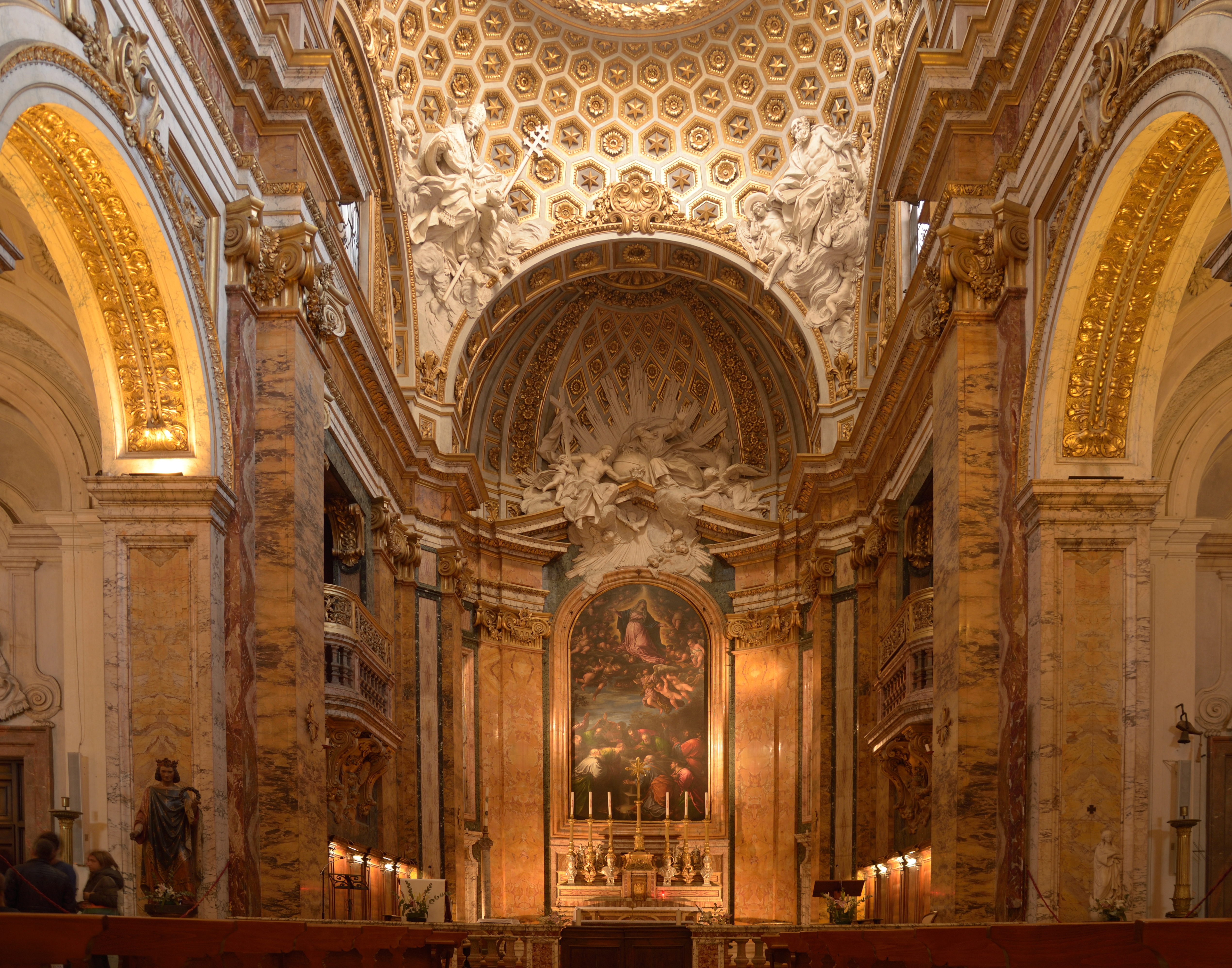
Altar-mor.
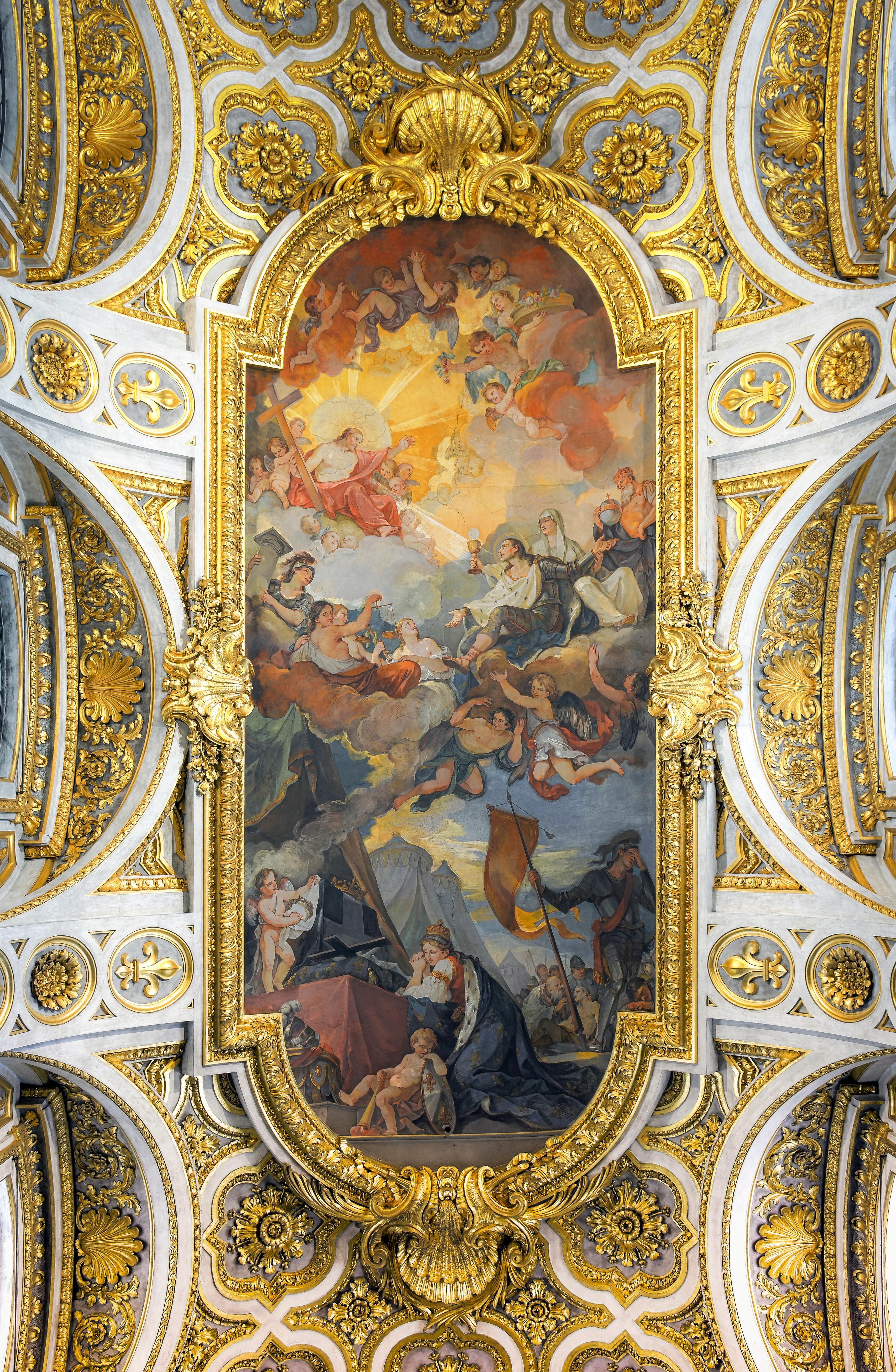
Teto da nave.
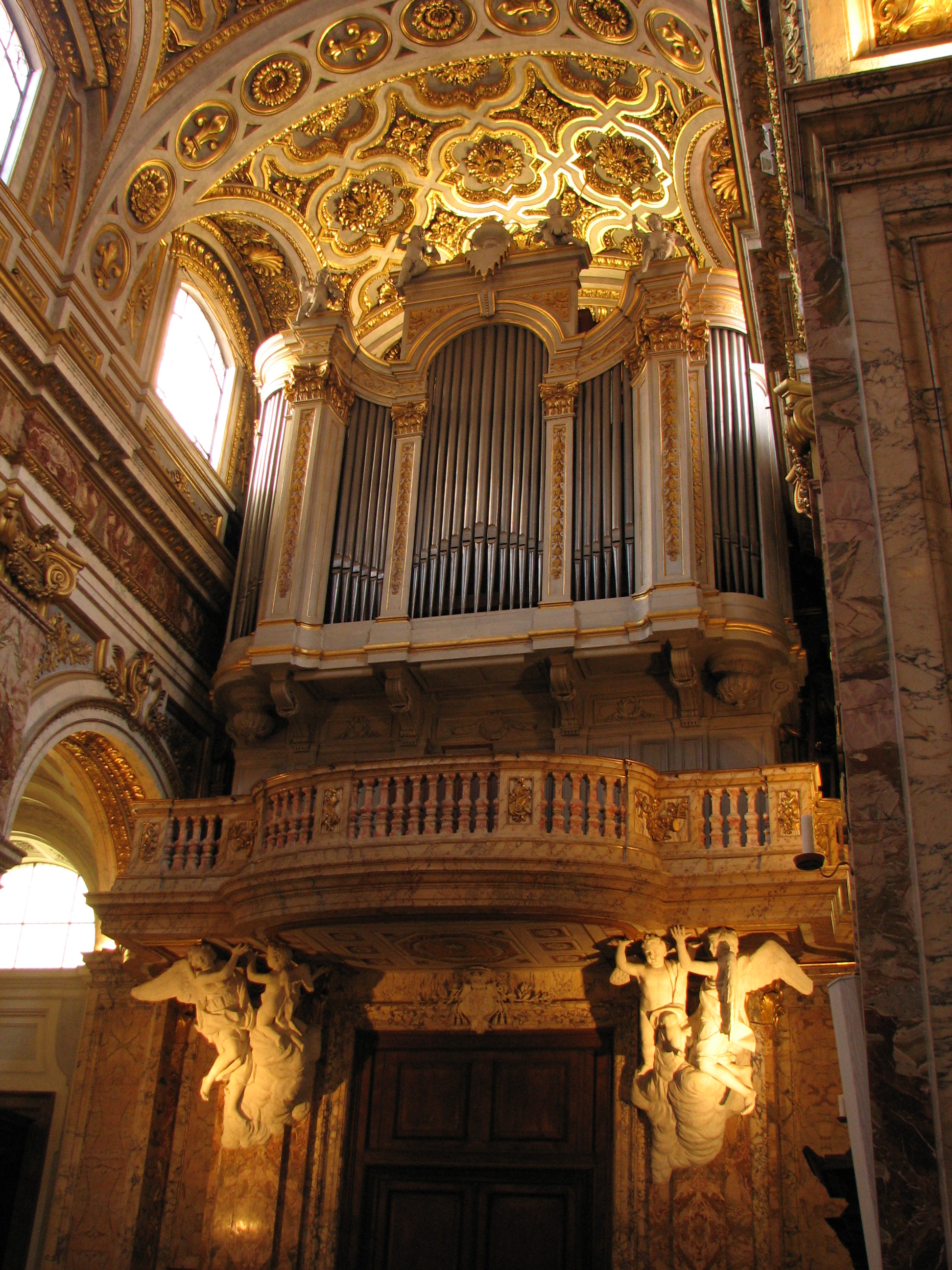
Órgão
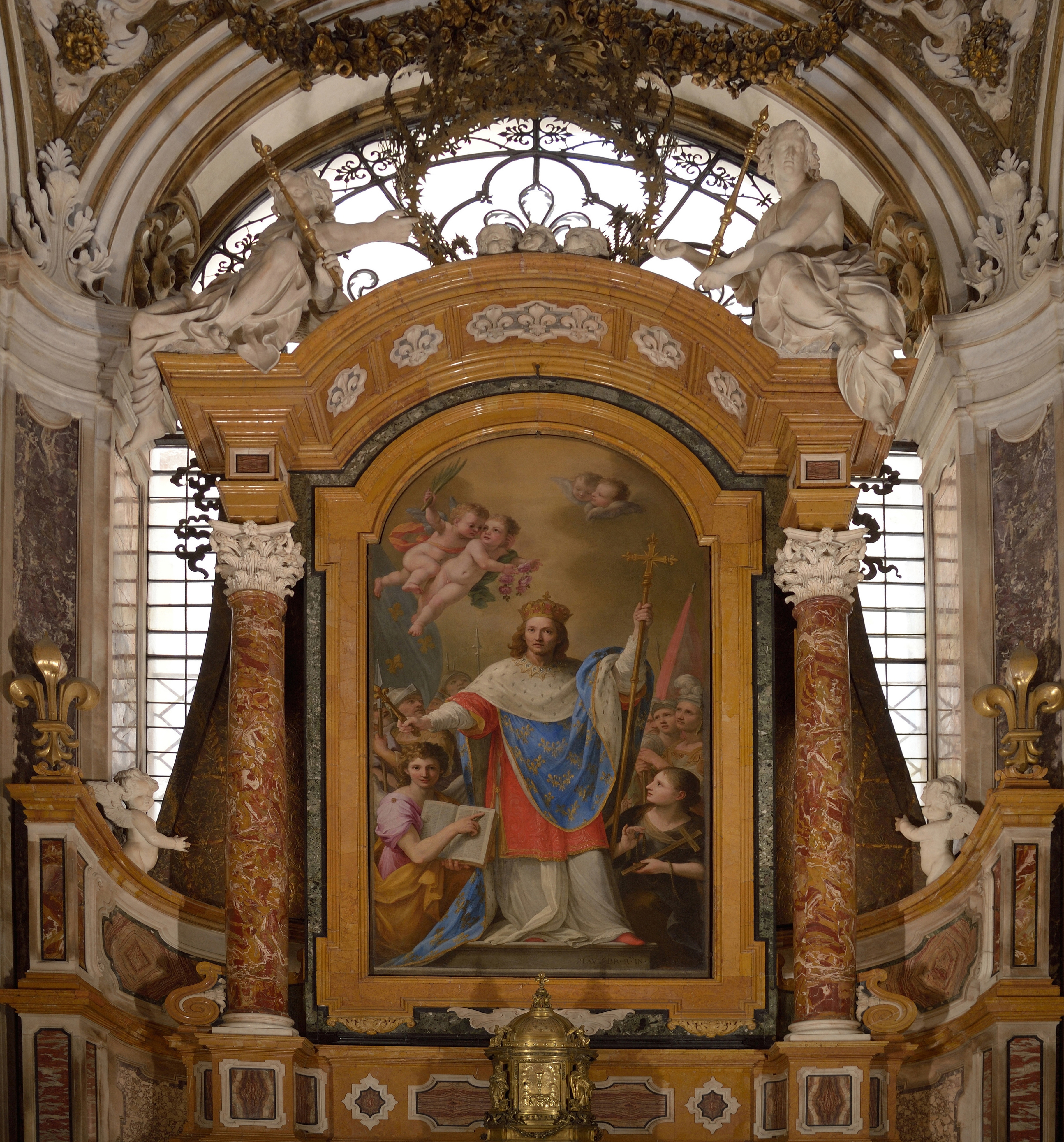
Altar de São Luís.